# Sunday Sunday
«Sunday Sunday» —en español: «Domingo domingo»— es una canción de la banda británica rock alternativo Blur, incluida en su segundo álbum, Modern Life Is Rubbish. Fue lanzada el 4 de octubre de 1993 como el sencillo final de ese álbum, y se ubicó en el número 26 en la UK Singles Chart.
Este es el más alto sencillo del álbum en las listas (aunque es el sencillo de menor venta del álbum); la compañía discográfica pensó que el álbum original no contenía singles, e hizo que la banda escribiera los otros dos singles específicamente para el lanzamiento de un sencillo. El nombre original de la banda, 'Seymour', se acredita como artista invitado en el CD 1, debido a que los sides B son grabaciones de esa época.
La canción trata sobre las actividades tradicionales de los domingos británicos, como un asado dominical, ver a la familia y un paseo por el parque. La canción "Daisy Bell" es un side B del CD 2. El cantante Damon Albarn mencionó una vez que le gustaría hacer música que sus abuelos aprobarían. Graham Coxon ha admitido que las versiones de "Daisy Bell" y "Let's All Go Down the Strand" marcaron uno de los peores momentos en la carrera de Blur.
El CD 2 está subtitulado The Sunday Sunday Popular Community Song CD, lo que lo hace más bien como una reproducción extendida.

## Lados B
Los sides B de "Sunday Sunday" (Blur con Seymour) son pistas inéditas de Blur en sus primeros días como Seymour, grabadas en 1989. Originalmente, "Dizzy", "Fried" y "Shimmer" solo estaban disponibles en el CD, con "Tell Me, Tell Me" solo disponible en el 7" y "Long Legged" y "Mixed Up" en el 12". En 1999, todos estos se compilaron en un disco en el boxset del décimo aniversario. La única canción de Seymour lanzada que no era un Blur con el side B "Sunday Sunday" de Seymour fue "Sing (to Me)", una versión anterior de "Sing", que salió como un sencillo de un club de fans en 2000. Las canciones no se incluyeron en la caja de Blur 21 que se lanzó en 2012, sino que se incluyeron versiones de prueba de ensayo de "Dizzy" y "Mixed Up" en Rarities One, que aparece en el set.
El sencillo del CD 2 está subtitulado como "The Sunday Sunday Popular Community Song CD". Las canciones del CD son canciones music hall como "Daisy Bell" y "Let's All Go Down the Strand". Se grabó una cuarta canción, "For Old Times Sake", pero no se incluyó en el EP. Se desconoce por qué, pero posiblemente se eliminó (la grabación por completo). "Daisy Bell" y "Let's All Go Down the Strand" llegaron a la caja del décimo aniversario en 1999 y a la caja Blur 21 en 2012.

## Lista de canciones
Toda la música compuesta por Blur, excepto donde se indique.
7'' vinilo
1. "Sunday Sunday" (Albarn, Coxon, James, Rowntree; Lyrics by Albarn) – 2:37
2. "Tell Me, Tell Me" (featuring Seymour) – 3:37

12'' vinilo
1. "Sunday Sunday" (Albarn, Coxon, James, Rowntree; Lyrics by Albarn) – 2:37
2. "Long Legged" (featuring Seymour) – 2:23
3. "Mixed Up" (featuring Seymour) – 3:01

CD1 (Blur featuring Seymour)
1. "Sunday Sunday" (Albarn, Coxon, James, Rowntree; Lyrics by Albarn) – 2:37
2. "Dizzy" (featuring Seymour) – 3:24
3. "Fried" (featuring Seymour) – 2:34
4. "Shimmer" (featuring Seymour) – 4:40

CD2 (The Popular Community Song CD)
1. "Sunday Sunday" (Albarn, Coxon, James, Rowntree; Lyrics by Albarn) – 2:37
2. "Daisy Bell" (Harry Dacre) – 2:48
3. "Let's All Go Down the Strand" (Murphy, Castling) – 3:42

## Personal
- "Sunday Sunday" producido por Steve Lovell
- "Daisy Bell" y "Let's All Go Down the Strand" producidos por Blur
- "Dizzy", "Fried", "Shimmer", "Long Legged" y "Mixed Up" producidos por Graeme Holdaway y Blur
- "Tell Me, Tell Me" producido por Graeme Holdaway

## Banda
- Damon Albarn (cantante, letrista, teclados, órgano)
- Graham Coxon (guitarra)
- Alex James (bajo)
- Dave Rowntree (batería)
- The Kick Horns (metales, solo "Sunday Sunday")

## Listas
| Lista (1993)     | Posición |
| ---------------- | -------- |
| UK Singles Chart | 26       |